# Годова
Годова (пол. Godowa) — село в Польщі, у гміні Стрижів Стрижівського повіту Підкарпатського воєводства.
Населення — 2219 осіб (2011).

## Демографія
Демографічна структура станом на 31 березня 2011 року:
|          | Загалом | Допрацездатний вік | Працездатний вік | Постпрацездатний вік |
| -------- | ------- | ------------------ | ---------------- | -------------------- |
| Чоловіки | 1106    | 233                | 781              | 92                   |
| Жінки    | 1113    | 192                | 696              | 225                  |
| Разом    | 2219    | 425                | 1477             | 317                  |